# Jerez de los Caballeros (kommunhuvudort)
Jerez de los Caballeros är en kommunhuvudort i Spanien.   Den ligger i provinsen Provincia de Badajoz och regionen Extremadura, i den sydvästra delen av landet, 400 km sydväst om huvudstaden Madrid. Jerez de los Caballeros ligger 486 meter över havet och antalet invånare är 10 237.
Terrängen runt Jerez de los Caballeros är huvudsakligen kuperad, men västerut är den platt. Runt Jerez de los Caballeros är det glesbefolkat, med 12 invånare per kvadratkilometer. Jerez de los Caballeros är det största samhället i trakten. Trakten runt Jerez de los Caballeros består till största delen av jordbruksmark.